# El Mercado
El Mercado är en ort i Mexiko.   Den ligger i kommunen Tingüindín och delstaten Michoacán de Ocampo, i den centrala delen av landet, 400 km väster om huvudstaden Mexico City. El Mercado ligger 1 702 meter över havet och antalet invånare är 164.
Terrängen runt El Mercado är huvudsakligen kuperad, men den allra närmaste omgivningen är platt. Runt El Mercado är det ganska tätbefolkat, med 54 invånare per kvadratkilometer. Närmaste större samhälle är Santiago Tangamandapio, 19,9 km norr om El Mercado. I omgivningarna runt El Mercado växer huvudsakligen savannskog.